# Období Meidži
Období Meidži (japonsky 明治時代, Meidži džidai, éra osvícené vlády, 23. říjen 1868 – 30. červenec 1912) je období japonských dějin, během kterého Japonsko za vlády císaře Meidžiho zažilo prudkou modernizaci za podpory západních mocností – tzv. reformy Meidži.
Nejzásadnějšími atributy tohoto období jsou industrializace Japonska a zánik třídy samurajů.

## Zánik třídy samurajů
V roce 1876 vešla v platnost vyhláška Haitorei, která zakazovala nosit na veřejnosti meč a zrušila třídu samurajů se všemi jejími výsadami. Náhradou za to jim byl slíben státem vyplácený důchod, ten však byl mnohem nižší, než bylo původně slíbeno a vedl samuraje k nutnosti prodat dědičné pozemky a většina z nich rychle zchudla. Samurajové chtěli hlavně dodržení slibů vlády a udržení své životní úrovně, většinou se však uvádí lépe znějící zachování tradic a nezávislosti Japonska na západní civilizaci. Vyvolávají proto v roce 1877 takzvané Sacumské povstání, které bylo potlačeno hlavně díky tomu, že císařská armáda již v té době disponovala střelnými zbraněmi (děla, pušky). V poslední bitvě o Širojamu byl zbytek armády samurajů zmasakrován (25 tis. mužů z armády 40 tis. samurajů) – sám vůdce povstání a dřívější spolutvůrce reforem Meidži Takamori Saigó byl velmi vážně raněn a přímo na bitevním poli spáchal seppuku.
Pro formální označení potomka samurajů se do roku 1945 používal termín „šizoku“.

## Zahraniční politika
Během období Meidži Japonsko mocensky i hospodářsky sílilo. V čínsko – japonské válce (1894–1895) donutilo ke kapitulaci Čínu a získalo Tchaj-wan, Pescadorské ostrovy a poloostrov Liao-tung na jihu Mandžuska. Čína také musela uznat nezávislost Koreje, což byl první krok k tomu, aby toto území získalo Japonsko pod svůj vliv.
Svoje zájmy v Mandžusku a Koreji ale mělo i Rusko. Přesvědčilo Německo s Francií, aby společně demonstrovaly sílu a přinutily Japonsko vzdát se některých územních nároků. Japonsku tak zůstal pouze Tchaj-wan a Pescadorské ostrovy.
V lednu 1902 uzavřelo Japonsko, v oblasti východní Asie nejsilnější stát, významnou spojeneckou smlouvu s Velkou Británií, která byla největší imperiální velmocí. Velká Británie se tak pokusila omezit vliv Ruska.

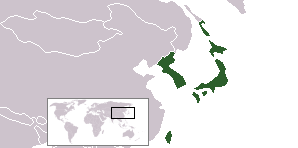
Japonské císařství v letech 1910–1931

Spory mezi Ruskem a Japonskem vyvrcholily 10. února 1904 vyhlášením války Rusku. Po 19 měsících bojů byly obě země úplně vyčerpané. Z iniciativy amerického prezidenta Roosevelta byla 5. září 1905 podepsána Portsmouthská mírová smlouva, kterou Japonci získali jižní část ostrova Sachalin, pronájem poloostrova Liao-tung a mocenský vliv v Koreji.
Korea byla vyhlášena v listopadu 1905 za japonský protektorát a v srpnu 1910 byla Japonskem anektována.